# Pella limbata
Pella limbata  (лат.) — вид мирмекофильных жуков-стафилинид рода Pella из трибы Lomechusini (подсемейство Aleocharinae). Ранее рассматривался в составе Zyras.

## Распространение
Европа, включая Россию и Прибалтику.

## Описание
Длина вытянутого тела 4,8—6,3 мм (бока субпараллельные), длина головы 0,69—0,79 мм. Основная окраска коричневая. Усики 11-члениковые. Голова фронтально округлая, с затылочным швом, без шеи. Длина глаз составляет 0,35—0,56 от ширины головы. Переднеспинка и надкрылья покрыты щетинками. Задние крылья развиты. Формула лапок (число члеников в передних, средних и задних ногах): 4—5—5. Лигула без щетинок, но с сенсиллами. Характерны мирмекофильные связи с муравьями, падальщики и хищники. Обнаружены на муравьиных тропинках, внутри или около муравейников Lasius fuliginosus, Lasius brunneus, Lasius flavus. Вид был впервые описан в 1789 году шведским натуралистом Густавом Пайкулем, а его валидный статус подтверждён в ходе родовой ревизии в 2006 году японским колеоптерологом М. Мураямой (Munetoshi Maruyama; Department of Zoology, National Science Museum, Токио, Япония).